# Marco Materazzi
Pour l’article homonyme, voir Materazzi.
Marco Materazzi, né le 19 août 1973 à Lecce, est un footballeur international italien évoluant au poste de défenseur central.
Ce défenseur international est célèbre pour avoir été en quatre temps un acteur central de la finale de la Coupe du monde de football 2006 le 9 juillet à Berlin, face à la France. À la 7e minute du match, il est l'auteur de la faute sur Florent Malouda qui provoque le penalty transformé d'une panenka par Zinédine Zidane. Toujours en première mi-temps, à la 19e minute, il marque de la tête le but de l'égalisation à 1-1. En prolongations, au bout de 110 minutes, il agresse verbalement Zidane avant que ce dernier lui réponde par un coup de tête au torse. Le meneur de jeu français est alors expulsé du match par un carton rouge. Lors de la séance de tirs au but, il est un des tireurs qui réussit à marquer pour offrir à l'Italie son quatrième titre mondial.
Outre la Coupe du monde 2006, son palmarès est complété par cinq titres de champion d'Italie, quatre supercoupe d'Italie, trois coupe d'Italie et une Ligue des champions de l'UEFA, titres tous acquis sous le maillot de l'Inter Milan.

## Biographie
Né le 19 août 1973 à Lecce, Marco Materazzi est le fils de Giuseppe Materazzi (1946-), footballeur évoluant au poste de milieu de terrain dans divers club italiens entre 1967 et 1979, avant de devenir entraîneur. Sa mère Anna Inzaina, originaire de Tempio Pausania, est morte en 1988,,.

## Parcours en clubs

### Les débuts de Marco Materazzi
Après d’intéressants débuts au club local où il fait son apprentissage, sa “générosité” dans l’effort est remarquée par le FC Messine qui l’intègre à son centre de formation. Il a enchainé les expériences à SC Marsala, Trapani, AC Pérouse, A.C. Carpi. En 1998, il rejoint l’Angleterre et le club d'Everton FC.
Au cours de cette saison, il dispute 33 matchs, inscrit 2 buts, mais est expulsé à trois reprises. «J’ai été exclu à plusieurs reprises uniquement parce que je suis Italien» se plaint-il alors auprès de la presse britannique. Il quitte l’Angleterre en 1999 pour retrouver, une fois encore, Pérouse avec, dans ses bagages, le surnom de “Matrix. Au sein de sa nouvelle-ancienne équipe, il marque 12 buts, établissant ainsi un nouveau record pour un défenseur dans le championnat italien. Après s'être imposé dans le onze de départ  de l'équipe, il a ensuite battu le record de Daniel Passarella pour les buts marqués par un défenseur en Serie A avec 12 réalisations en 2001. Sous la  verve de Serse Cosmi et la fanfaronnade de la présidence de Luciano Gaucci, Pérouse finirait confortablement en milieu de tableau, les talents brusques de Materazzi attirant les regards des meilleures équipes italiennes.

### Sous les couleurs de l'Inter Milan
Durant le mercato, le club investit pour recruter des joueurs clés comme le défenseur central Marco Materazzi, connu pour sa solidité, ainsi que l’attaquant brésilien Adriano, alors jeune prodige en devenir. La solidité défensive, orchestrée par un Materazzi intraitable, permet à l’équipe de Cúper de rester en haut du classement pendant une grande partie de la saison.
Cependant, la saison bascule lors de la dernière journée du championnat, le 5 mai 2002, un jour qui reste gravé dans la mémoire des supporters de l'Inter. Alors que l’équipe est en tête de la Serie A et peut remporter le Scudetto en cas de victoire contre la Lazio à Rome, un effondrement inattendu se produit. L’Inter s’incline lourdement (4-2) face à la Lazio, offrant ainsi le titre à la Juventus, qui profite de la défaite des Nerazzurri. Les images des joueurs de l’Inter en larmes, inconsolables sur la pelouse du Stadio Olimpico, ont marqué l’histoire du club et de ses supporters.
Malgré la déception en Serie A, l’Inter Milan a également brillé sur la scène européenne durant la saison 2001-2002. Le club atteint les demi-finales de la Coupe UEFA, où il est éliminé par le Feyenoord Rotterdam après une confrontation serrée. Cette performance reste un des points positifs de la saison, montrant que l’Inter était capable de rivaliser avec les meilleures équipes du continent.
Mécontent du temps de jeu qui lui est attribué par le nouvel entraîneur Roberto Mancini, qui préfère le plus souvent aligner le défenseur serbe Siniša Mihajlović, Materazzi demande début 2005 à être placé sur la liste des transferts. Après avoir eu des contacts avec Bologne FC, alors entraîné par son ancien entraîneur de Pérouse Carlo Mazzone, il prolonge finalement son contrat avec l'Inter jusqu'en 2009.
Moins assuré d'une place de titulaire dans son club, et alors que la Coupe du monde se profile, Materazzi connaît des hauts et des bas, symbolisés par ses deux buts inscrits pour le compte de l'Inter au mois de mars 2006. Le premier, une nouvelle fois obtenu de la tête, permet à son club d'égaliser face à l'AS Rome, qui venait de remporter onze victoires consécutives dans le Calcio; mais il marque ensuite contre son camp dans les arrêts de jeu de la rencontre face à Empoli, en voulant effectuer une longue passe aérienne à destination de son gardien Julio César depuis le centre du terrain.
L'année 2006-2007 est l'année Materazzi, après avoir remporté la Coupe du monde, il réalise une saison splendide avec son club, il a marqué 10 buts en championnat (le record étant détenu par lui-même et qui est de 12 réalisations) dont un sublime retourné acrobatique contre Messine et il est un des meilleurs défenseurs de la Serie A. Grâce à cette excellente saison, "Matrix" ne fait pourtant pas taire les critiques et les « Anti-Materazzi » . Ses performances de hautes volées vont donc aider l'Inter à décrocher le Scudetto tant attendu, il offre le titre à l'Inter le 22 avril dernier à Sienne en marquant à deux reprises lors de cette rencontre. Avec notamment une série de dix-sept victoires consécutives, les hommes de Roberto Mancini ont dominé sans le moindre doute cet opus du Calcio. La qualité de jeu ayant, de plus, souvent été de mise, les tifosi de San Siro ont vécu de beaux moments lors des rencontres de Serie A. La meilleure attaque d’Italie, emmenée par le trio Ibrahimovic-Crespo-Materazzi, auteurs à eux trois de la moitié des 80 buts inscrits par l’Inter cette saison, n’a épargné personne. Cependant, deux bémols sont venus ternir cette ballade de santé. L’élimination en Ligue des Champions face à Valence en huitièmes de finale tout d’abord, alors que l’Inter figurait parmi les grands favoris de la compétition. Mais aussi la finale de la Coupe d’Italie perdue face à la Roma, qui a montré, le temps d’un 6-2 qui restera gravé dans les mémoires, que l’ogre peut parfois vaciller. En fin de saison, Materazzi a remporté le prix du meilleur défenseur de l'année de Serie A en 2007.
Matrix avait déjà un certain âge lorsque José Mourinho a débarqué en Lombardie en 2008. Le défenseur italien n’a passé que deux saisons sous la direction du Special One, mais d’après lui, ce furent ses deux années les plus formatrices. Aux ordres du Portugais, Materazzi a remporté cinq titres avec l’Inter – dont le triplé historique de 2010, au cours duquel les nerazzuri ont réussi à ramener de nouveau la Ligue des Champions à Milan après 35 ans d’attente. Marco se souviendra toujours de Mourinho pour ses leçons de vie, mais s’ils se sont quittés en larmes c’est surtout pour le détail vécu par le lusitanien avec Matrix lors de la finale de la compétition qui s’est jouée à Madrid. Lors de la saison 2009-2010, Materazzi a joué peu de minutes : il était déjà vétéran et l’équipe possédait déjà bon nombre de défenseurs de qualité de telle manière que son rôle au sein de l’équipe a progressivement décliné. Il quitte le club à l'amiable à la fin de la saison 2010-2011.

### Promouvoir l'Indian Super League
Trois ans après sa retraite à l'Inter Milan, il reprend du service, puisqu'après avoir été courtisé depuis le début de l’été par le Chennaiyin FC, nouvelle équipe de l'Indian Super League. Il a paraphé un bail de deux ans pour devenir entraîneur joueur du club. En mars 2017, il a abandonne son poste d'entraîneur du club indien du Chennaiyin FC après trois saisons marquées par un titre national.
Il continuera son travail d’ambassadeur des Nerazzurri pour le projet Inter For Ever auquel il est contractuellement lié jusqu'en 2018.

## Parcours en sélection nationale

### Intégration tardive au sein de la Squadra Azzurra
Materazzi est presque âgé de 28 ans lorsqu'il est appelé pour la première fois en équipe nationale par le sélectionneur Giovanni Trapattoni, à l'occasion d'un match amical contre l'Afrique du Sud disputé en avril 2001 à Pérouse. Retenu en raison de l'indisponibilité d'Alessandro Nesta, Materazzi est accompagné en sélection par son camarade de club Fabio Liverani et se distingue d'entrée par son jeu de tête face aux sud-africains.
La défense centrale de la Squadra Azzurra bâtie par Trapattoni reposant sur des piliers comme Paolo Maldini, Alessandro Nesta ou encore Fabio Cannavaro, Materazzi a dû se contenter du statut de remplaçant durant la Coupe du monde 2002 et l'Euro 2004, puis lors des qualifications pour la Coupe du monde 2006 sous la direction d'un nouveau sélectionneur, Marcello Lippi.

### Coupe du monde 2006
Materazzi effectue quatre apparitions lors du Mondial allemand. Remplaçant lors des deux premiers matchs disputés par la Squadra, il entre en jeu le 22 juin lors de la rencontre Italie-République tchèque (2-0) à la suite de la blessure de Alessandro Nesta et ouvre la marque de la tête sur un corner de Francesco Totti. Il est élu homme du match. Le 26 juin, il est exclu pour un deuxième avertissement de la rencontre  face à l'Australie. Suspendu pour Italie-Ukraine, il effectue son retour lors du match de demi-finale du 4 juillet opposant l'Italie à l'Allemagne. Lors de la finale contre la France, le 9 juillet, Materazzi égalise d'une tête puissante durant la première mi-temps et marque à nouveau lors de la séance de tirs au but qui permet à la Squadra Azzurra d'être sacrée championne du monde pour la quatrième fois de son histoire.

### Euro 2008
Au championnat d'Europe en 2008, il est passé complétement à côté de son premier match (gagné 3-0 par les Pays-Bas) lors du premier tour. Il passe la totalité des matches sur le banc contre la Roumanie, la France lors des phases de poules ainsi que du quart de finale contre l'Espagne défait aux tirs au but, futur vainqueur du tournoi.

## Polémiques

### L'altercation avec Zinedine Zidane
Le 9 juillet 2006, durant les prolongations de la finale de la Coupe du monde, Materazzi a une altercation avec Zinédine Zidane. Le meneur de jeu de l'équipe de France lui assène un coup de tête au thorax et écope d'un carton rouge.
À la suite de cette affaire, la FIFA, dans son jugement rendu le 20 juillet 2006, condamne Marco Materazzi à deux matchs de suspension et 5 000 francs suisses d'amende (Zinédine Zidane écope, quant à lui, de trois matchs de suspension et 7 500 francs suisses d'amende).
Quelques semaines plus tard, Materazzi conclut un contrat avec l'équipementier Nike, pour l'apparition dans une publicité au cours de laquelle il stoppe avec son buste (référence au coup de tête de Zidane) différents obstacles comme un ballon de foot, des joueurs de football américain, une boule de bowling, un bélier en métal, un 4×4 ou encore une boule de démolition suspendue à une grue.
Il avoue le 20 août 2007, dans une interview dans le magazine italien Sorrisi e Canzoni, avoir dit en réponse à Zidane, qui lui avait proposé ironiquement de lui donner son maillot à la fin du match (étant donné que Materazzi tirait le maillot de Zidane), « je préfère ta pute de sœur ». Materazzi continue de déclarer qu'il attend toujours des excuses de l'ancien numéro 10 français.

### L'altercation avec Gennaro Delvecchio
Six mois après la finale de la Coupe du monde 2006, Marco Materazzi s'est de nouveau retrouvé au sol sur un terrain de football, frappé au menton, cette fois par le milieu de terrain de la Sampdoria de Gênes, Gennaro Delvecchio. Celui-ci a été expulsé et Marco Materazzi a écopé d'un avertissement.

### Accusation de racisme
En janvier 2013, l'ancien joueur coréen Ahn Jung-hwan déclare avoir subi des remarques racistes lorsqu'il évoluait en Italie à l'AC Pérouse, notamment de la part de Materazzi.

## Palmarès

### Joueur
- Vainqueur de la Coupe du monde en 2006 avec l'Équipe d'Italie de football.
- Vainqueur de la Ligue des Champions en 2010 avec l'Inter Milan.
- Finaliste de la Supercoupe de l'UEFA en 2010 avec l'Inter Milan.
- Champion d'Italie en 2006, 2007, 2008, 2009 et 2010 avec l'Inter Milan.
- Vainqueur de la Coupe d'Italie en 2005, 2006 et 2010 avec l'Inter Milan.
- Finaliste de la Coupe d'Italie en 2007et 2008 avec l'Inter Milan.
- Vainqueur de la Supercoupe d'Italie en 2005, 2006, 2008 et 2010 avec l'Inter Milan.
- Finaliste de la Supercoupe d'Italie en 2007 avec l'Inter Milan.
- Vainqueur de la Coupe du monde des clubs de la FIFA en 2010 (finale non-jouée) avec l'Inter Milan.

## Distinctions personnelles
- Élu Meilleur défenseur de l'année de Serie A en 2007.
- Nommé dans l'équipe type de l'année de l'association ESM en 2007.
- Nommé Officier de l'Ordre du Mérite de la République italienne en 2006.
- À reçu le Collier d'Or du mérite sportif italien en 2006.

### Entraineur
- Vainqueur de l'Indian Super League en 2015.

## Buts en sélection

### Buts en sélection
| # | Date           | Lieu                                    | Adversaire | Résultat          | Compétition                            | Détail | Détail     | Détail | Sél. |
| - | -------------- | --------------------------------------- | ---------- | ----------------- | -------------------------------------- | ------ | ---------- | ------ | ---- |
| 1 | 22 juin 2006   | WM-Stadion Hamburg, Hambourg, Allemagne | Tchéquie   | V 2 - 0           | Premier tour de la Coupe du monde 2006 | 26e    | de la tête | 1-0    | 29e  |
| 2 | 9 juillet 2006 | Olympiastadion, Berlin, Allemagne       | France     | N 1 - 1 5-3 t.a.b | Finale de la Coupe du monde 2006       | 19e    | de la tête | 1-1    | 32e  |